# Jesús Huerta de Soto
Pour les articles homonymes, voir De Soto.
Jesús Huerta de Soto (Madrid, 23 décembre 1956 -) est un économiste et docteur en droit espagnol. Il enseigne à l'Université complutense de Madrid et à l'Université Roi Juan Carlos (Madrid).

## Œuvre
Jesús Huerta de Soto Ballester (Madrid, 1956) est l’un des économistes représentatifs de l’École autrichienne d’économie et un philosophe politique espagnol.
Docteur en droit (1984) et en économie (1992) de l'Université complutense de Madrid, il est également titulaire d'un MBA obtenu à l'université Stanford, avec une bourse d’études accordée par le Banco de España, et professeur d’économie politique à la faculté de droit de l’Universidad Complutense de Madrid depuis 1979. Depuis l’année 2000, il est professeur d’économie politique à la faculté de droit et sciences sociales de l’Universidad Rey Juan Carlos de Madrid, où est conférée depuis octobre 2007 la seule maîtrise en sciences économiques de l’École Autrichienne accrédité et reconnu dans toute l’Union européenne, dans le but d’élargir sa connaissance en Europe et dans le reste du monde. Il est depuis mai 2004 le fondateur et directeur de la revue académique Procesos de Mercado : revista europea de economía política, qui publie deux fois par an des articles sur l’École autrichienne dans les langues officielles de l’Union européenne. En outre, sur le plan entrepreneurial, il est président directeur général d’España, S.A. Compañía Nacional de Seguros, l’entreprise d’assurance-vie fondée par son grand-père et premier actuaire en Espagne, Jesús Huerta Peña, en 1928. Il a produit de nombreuses contributions académiques sur le domaine de l’assurance, ce qui lui a valu en 1983 le Prix international d’économie Rey Juan Carlos, pour son travail sur les Plans de pensions privés.
Huerta de Soto appartient également au Ludwig von Mises Institute, a dirigé la fondation Instituto Madrileño de Estudios Avanzados (IMDEA), spécialisée dans les sciences sociales, et a été vice-président de la société Mont Pèlerin (2000-2004). Membre du comité de rédaction de la Quarterly Journal of Austrian Economics, du Journal of Markets and Morality ainsi que de la revue New Perspectives on Political Economy (es), il est également cofondateur de la Sociedad para el estudio de la acción humana. Il travaille également en étroite collaboration avec l’Instituto Juan de Mariana à Madrid. En 2009, l’Universidad Francisco Marroquín lui a décerné son premier titre de docteur honoris causa, suivi par celui accordé par l’Universitatea Alexandru Ioan Cuza de Iasi (Roumanie, 2010), puis en 2011 à Moscou par l’Université des finances près le gouvernement russe. Au niveau international, il a obtenu le prix Adam Smith, décerné par le CNE de Bruxelles (2005), le prix Franz Cuhel Memorial Prize for Excellence in Economic Education, attribué par la Vysoká škola ekonomická v Praze en 2006 (République tchèque), le prix Gary G.Schlarbaum Prize for Liberty, décerné à Salamanque (2009) et la médaille Foment del Treball Nacional, à Barcelone (2009). Il a enfin reçu la Gold Hayek’s Medal le 21 juin 2013 à la Georg-August-Universität Göttingen (Allemagne). 
Parmi ses contributions les plus importantes, on peut relever son étude sur la fonction entrepreneuriale et l’impossibilité du socialisme, dans son livre Socialisme, calcul économique et fonction entrepreneuriale, ses développements sur la théorie autrichienne du cycle économique, exposés dans son ouvrage Monnaie, crédit bancaire et cycles économiques, et la théorie de l’efficience dynamique, reprise dans le recueil d'articles The Theory of Dynamic Efficiency.
Huerta de Soto soutient que l’analyse de la réalité sociale exige la combinaison adéquate des trois approches suivantes : théorique (von Mises), historique-évolutif (Hayek), et éthique (Rothbard). Ses ouvrages ont été traduits en 21 langues dont le russe, le français, le chinois, le japonais et l’arabe. Le professeur Huerta de Soto, idéologiquement parlant, affirme la théorie de la supériorité de l’anarcho-capitalisme sur le libéralisme classique. Il soutient également la nécessité d’une libéralisation économique complète et d'un changement total du système financier actuel : retour à l’étalon-or et ratio de liquidité des banques à 100%. Intéressé par l'histoire de la pensée économique, Jesús Huerta de Soto se consacre à faire connaître l'École autrichienne au public hispanique et européen. Il a encore contribué à la redécouverte des racines hispaniques du libertarianisme en insistant sur le rôle pionnier des scolastiques et de l'École de Salamanque : il partage avec des penseurs tels que Murray Rothbard la thèse selon laquelle l’École de Salamanque, à l'époque de l’âge d’or, est le précurseur philosophique, juridique et économique de l’École autrichienne en particulier, et du libéralisme économique en général, berceau de ce que nous appelons aujourd’hui la science économique. Dans le domaine de l’économie appliquée, il est connu pour sa défense de l’euro et du retour à l’étalon-or, apte à soumettre politiciens, bureaucrates et grands groupes à sa discipline.
Huerta de Soto a créé une école de jeunes chercheurs ; les docteurs Philipp Bagus, Miguel Angel Alonso Neira, David Howden, Gabriel Calzada, Javier Aranzadi del Cerro, Oscar Vara Crespo, Adrian Ravier, Juan Ramon Rallo, Miguel Anxo Bastos Boubeta et Maria Blanco, comptent entre autres parmi ses disciples. Depuis 2011, il est affilié au Parti de la liberté individuelle (P-Lib).

### Articles sur Internet
- Liste des articles publiés
- Articles disponibles en anglais sur mises.org
- "Money, Credit, and Economic Cycles", 2006
- "La teoría bancaria en la Escuela de Salamanca", La Ilustración liberal, juin 2002
- "Les Différences essentielles entre les théories économiques autrichienne et néoclassique, Le Québécois libre, 2000
- "F.A. Hayek", La ilustración liberal, oct. 1999
- "The Ongoing Methodenstreit of the Austrian School", Journal des économistes et des études humaines, 1998
- "A Libertarian Theory of Free Immigration", Journal of Libertarian Studies, 1998.
- "A Critical Note on Fractional-Reserve Free Banking", The Quarterly Journal of Austrian Economics (en), 1998
- "Critical Analysis of Central Banks and Fractional-Reserve Free Banking from the Austrian Perspective", Review of Austrian Economics, 1995
- "Teoría del nacionalismo liberal", 1994
- "Liberalismo", sur liberalismo.org